# 住永清親
住永 清親（1864年7月28日〈元治元年6月25日〉- ?）は、日本の柔術家である。

## 経歴
1864年7月28日（元治元年6月25日）に大和国吉野の郷士の家に生まれる。
住永清親は1874年1月（明治7年）に柴島で渋川流指南所誠心館を開いていた安芸藩の大山善太郎の門に入った。1877年3月（明治10年）に初伝を受けた。1878年7月（明治11年）に柔術の目録を受けた。1880年9月（明治13年）誠心館柔術師範代を任された。1881年6月（明治14年）中伝の巻を受けた。1883年（明治16年）に渋川流柔術の免許を授かった。大山善太郎より渋川流七代目を継承した。
1875年5月（明治8年）染物型付業を練習した。
1878年1月（明治11年）に大阪川口居留地三番館のイギリス宣教師シー・ジ・ワリンに就いて英語を学んだ。1880年（明治13年）大阪北区天満英語学校第二年生を卒業した。1881年7月（明治14年）工業修行のため京都白川三條下る広業社友僊工場に入った。
1882年（明治15年）大阪府北区天神橋筋一丁目の橋本彌太郎に就いて柳生流剣術を学んだ。1883年（明治16年）柴島の村役場に入った。